# Georgeta Gabor
Georgeta Gabor (Onești, 10 gennaio 1962) è un'ex ginnasta rumena, medaglia d'argento ai Giochi olimpici di Montréal nel 1976.